# Oysonville
Oysonville là một xã thuộc tỉnh Eure-et-Loir trong vùng Centre-Val de Loire ở bắc trung bộ nước Pháp. Xã này có diện tích 9,6 km², dân số năm 2006 là 496 người.